# 사인방 (음악 그룹)
사인방은 대한민국의 음악 그룹이다.

## 음반
- 2015년 누나면 어때
- 2015년 좋아좋아